# Церковь Святого Франциска (Сеута)
Церковь Святого Франциска (исп. Iglesia de San Francisco) — католическая церковь в Сеуте на полуострове Альмина.
4 апреля 1417 года была образована епархия Сеуты. В 1420-е годы францисканцы заняли исламское медресе, основав монастырь, посвящённый апостолу Иакову, в 1568 году уступив его ордену тринитариев. В 1677-1679 годы францисканцы основали новый монастырь, где ныне и расположена церковь, строительство которой датируется 1712-1723 годами. Церковь Святого Франциска Ассизского построена в стиле барокко и первоначально посвящена Святому Кресту. Интерьер известен запрестольными образами Девы Марии и Христа.
В XIX веке церковь пришла в упадок и была передана августинцам. В 1919 году храм начали ремонтировать, меняя крышу, переставляя купол и приводя в порядок стены. Работы оплачивались августинцами, хотя позже они продолжались на деньги, собранные прихожанами. Фасады были отремонтированы в 1940-х годах муниципальным архитектором Хосе Антоном Гарсиа, который построил две башни-колокольни.
Сегодня церковь Святого Франциска представляет собой типичный барочный храм жёлтого цвета, расположенный на площади Королей. Церковь построена из местного камня и цельного кирпича, с двухскатной крышей, состоит из трёх нефов, в двух секциях которого расположен хор, завершающийся центральной плоской апсидой. Главный фасад имеет каменный дверной проём с входной дверью в полукруглой арке. Над порталом расположено большое окно. На фризе имеется надпись SOLI DEO HONOR ET GLORIA 1712, свидетельствующая о дате начала строительства. Перед воротами церкви установлена бронзовая скульптура, изображающая участника религиозного шествия во время Святой Недели.

## Галерея
- Фасад церкви
- Площадь Королей
- Реконструкция 2011 года
- Церковь ночью